# Csiszár Ákos
Csiszár Ákos (Sopron, 1974. december 4. –) magyar labdarúgó.

## Sikerei, díjai
- Ferencvárosi TC:
  - Magyar labdarúgó-bajnokság bajnok: 2000–01
- BVSC:
  - Magyar kupa döntős: 1996–97